# なでしこドレミソラ
『なでしこドレミソラ』は、みやびあきのによる日本の漫画作品。『まんがタイムきららフォワード』（芳文社）にて、2016年5月号から2018年12月号まで連載された。単行本は全5巻。三味線や尺八といった和楽器によるバンドを題材としており、タイトルの「ドレミソラ」は和風楽曲の特徴であるヨナ抜き音階を表している。

## あらすじ
熱中できるものを持たず、淡々と地味な中学時代を送ってきた主人公・音古間美弥は卒業文集のアンケートで不名誉な三冠を獲得したことをきっかけに高校入学と共に髪を金髪に染めイメチェンをはかる。しかしながら中身までは変わりきることができず、結局やりたいことを見つけられずにいる自分に落胆していた折、同級生で尺八奏者の竹海陽夜に連れられて和楽器バンド「AWAYUKI」のライブに参加し、その魅力に強烈に惹きつけられる。「AWAYUKI」のリーダー・淡路雪菜に憧れて三味線を始めた美弥と陽夜に、人見知りの十三絃箏奏者・兎川香乃と香乃の親友で十七絃箏奏者の鶴見恵真を加えて発足した和楽器同好会は課題を乗り越えながら和カフェでの演奏、商店街の縁日、高校の文化祭とステージを重ねていく。

## 登場人物

### 和楽器同好会のメンバー
音古間 美弥（ねこま みや）
担当楽器:三味線
本作の主人公。自身も認める地味で面白みのない中学時代を過ごした結果、卒業文集のアンケートで「クラスで一番地味なのは？」など不名誉な3部門でトップを獲得してしまったことにショックを受け、高校入学を期に髪を金髪に染めるなど大きくイメチェンをはかる。それでも内面までは変わることができず、自身が熱中できるものを見つけられずにいたところ、陽夜に連れられて参加した「AWAYUKI」のライブで和楽器の魅力に惹き込まれ、三味線奏者としての道を歩き始める。前出の経緯からギャルめいた外見をしているものの性格は極めて真面目で計画的に物事を進めるタイプ。
竹海 陽夜（たけみ ひよ）
担当楽器:尺八
美弥のクラスメイトで美弥を和楽器の世界へと導いた張本人。小学生のころに隣の家から聞こえてきた尺八の音に魅了されるも、なかなか趣味を理解してくれる友人に巡り会えず、長年一人で練習を重ねていた。高校では和楽器バンドを結成すべく入学と同時に手あたり次第に勧誘を行っており、その一環として小遣いをはたいてチケットを買った「AWAYUKI」のライブに美弥を誘い、初めての和楽器友達となった。高校入学時点で約6年の演奏経験があり技量は確かな一方で、そのほとんどが独学によるものであることから美弥に学習を促されるまでは楽譜を読むこともできなかった。物事を深く考えず思いつくままに行動する傾向があり、そのことを指してピヨコ頭とも称される。
兎川 香乃（とがわ かの）
担当楽器:十三絃箏
美弥や陽夜の同級生。実家は箏教室と共に和楽器の生演奏を聴くことができる和カフェを営んでおり、自身も幼いころから箏に親しんできた。極度の引っ込み思案で、馴染みのない相手を前にするとぬいぐるみの陰や机の下に姿を隠してしまう。中学時代の文化祭で恵真と共に全校生徒の前で演奏している最中に緊張から倒れてしまったことで引っ込み思案に拍車がかかり、以降人前での演奏を忌避するようになっていたが、アクシデントの結果として初心者にもかかわらず和カフェのステージに立った美弥の拙いながらも前向きな演奏に背中を押され、恵真と共に和楽器同好会へと入会した。小学校のころからの親友で常に自分を支えてくれる恵真には深く感謝をしていると同時に、自分を支えるためだけの演奏ではなく恵真自身らしい演奏をしてほしいとも考えている。
鶴見 恵真（つるみ えま）
担当楽器:十七絃箏
美弥や陽夜の同級生。香乃とは小学校のころからの親友であり、引っ込み思案の香乃に常に付き添い支えてきた。何事においても香乃のことを最優先に考えて行動するタイプで、邦楽界の有名人である雪菜と対面し美弥と陽夜が平静を失う中でも「私が香乃以外に興奮するはずがない」と断言してみせる。香乃以外に対しては歯に衣着せぬ物言いをする一方で、美弥が自身の技量不足に悩んでいる時にはフォローの言葉をかけるなど周囲の様子に気を配り他人を慮った行動をとることもでき、雪菜からは「優しい子」とも評された。和楽器同好会のメンバーの中でも一際冷静な思考の持ち主であることから、意見をまとめたり指針を示すリーダー的な役割を取り持つことが多い。

### その他の登場人物
淡路 雪菜（あわじ ゆきな）
和楽器バンド「AWAYUKI」の三味線担当。通称「あわゆきさん」。和楽器にポップミュージックやジャズなどを組み合わせた演奏スタイルで動画投稿サイトの「弾いてみた」動画から人気を博す。美弥と陽夜、特に美弥にとっては三味線を始めたきっかけともなる憧れの存在。美弥らの通う高校の卒業生でもあり、女子高生和楽器バンドへの物珍しさから和楽器同好会への指導を買って出る。現在は華やかな成功を収めているものの、その演奏スタイルが伝統を軽んじているとして三味線の本場津軽での弟子入りを断られた過去を持つ。
衣都（いと）
美弥のクラスメイトで中学時代からの友人。手芸部に所属する。
打浪 吟葉（うちなみ おとは）
篠笛を演奏する中学3年生。1年前の縁日ステージでは妹の吟芽とペアを組んだお囃子で優勝している。和の音楽を心から愛しており、陽夜と香乃の演奏を「尊い」「拝みたくなる」と表現した。
打浪 吟芽（うちなみ おとめ）
太鼓などの打物を演奏する小学5年生。
佐々木 里歩（ささき りほ）
美弥の中学時代からの同級生。中学時代には図書委員を務めており、美弥とは本の貸し出しの際に数度言葉を交わしたことがある程度の間柄だった。中学時代の美弥と同じく「熱中できるものを見つけられずにいる少女」であり、自身と同類だと思っていた美弥の変化に「どうしてそんなに変わってしまったの」「昔のあなたが好きだったのに」と言い放つ。

## 連載終了
『まんがタイムきららフォワード』2018年12月号に最終話が掲載されたが、同号の表紙や直前号（2018年11月号）の次号予告に慣例ならばあるはずの最終回となる旨の告知がなかったことや、同年春には『次にくるマンガ大賞2018』にノミネートされるなど順風満帆に見える中での連載終了であったことからSNSを中心に憶測を呼び、最終的に編集部の許諾を得た上で作者のTwitter上に事情を説明する文書が掲載される事態となった。
文書では最終回の告知が行えなかった理由を「複雑な事情が絡み合い」連載が継続できるかどうかが作者自身にも入稿直前まで不明となるような状況だった（表紙の入稿には間に合わなかった）からだとしている。
また、作品が5巻分で終わる可能性自体については以前から知らされており、それを考慮して構成していたため決して尻切れトンボではなく「5巻できれいに終わっていると思います」とも述べられている。

## 書誌情報
- みやびあきの『なでしこドレミソラ』芳文社〈まんがタイムKRコミックス〉、全5巻
  1. 2016年10月12日発売、ISBN 978-4-8322-4755-0
  2. 2017年3月11日発売、ISBN 978-4-8322-4815-1
  3. 2018年1月11日発売、ISBN 978-4-8322-4909-7
  4. 2018年11月12日発売、ISBN 978-4-8322-4992-9
  5. 2018年11月12日発売、ISBN 978-4-8322-4993-6